# Goki Tomozawa
Goki Tomozawa (født 14. februar 1991) er en japansk tidligere professionel fodboldspiller.
Han har spillet for flere forskellige klubber i sin karriere, herunder YSCC Yokohama.